# Синова соба
Синова соба (итал. La stanza del figlio) је италијански филм из 2001. године који је режирао Нани Морети. Филм приказује породицу и живот њених чланова након смрти њиховог сина. Сниман је у и око града Анконе. Филм је 2001. добио Златну палму на фестивалу у Кану.

## Улоге
| Глумац           | Улога           |
| ---------------- | --------------- |
| Нани Морети      | Ђовани Giovanni |
| Лаура Моранте    | Паола           |
| Јасмина Тринка   | Ирена           |
| Ђузепе Санфелиће | Андреа          |
| Софија Виљар     | Аријана         |